# Batrachorhina lateritia
Batrachorhina lateritia är en skalbaggsart som först beskrevs av Leon Fairmaire 1894.  Batrachorhina lateritia ingår i släktet Batrachorhina och familjen långhorningar.
Artens utbredningsområde är Madagaskar. Inga underarter finns listade.